# Гимн Мавритании
Национальный гимн Мавритании (араб. نشيد وطني موريتاني‎) — государственный гимн Мавритании, утверждённый в 2017 году, сменив предыдущий гимн, созданный после получения страной независимости в 1960 году.
Прежний гимн Мавритании являлся одним из самых уникальных гимнов по своей мелодичности. Слова гимна были написаны Бабой Ульд Шейхом в XIX веке, который был вдохновлён проблемой исламских вероучений, которые между собой рознились. 
Первый президент страны, незадолго до обретения независимости от Франции, попросил руководителя одного из французских оркестров Толю Никипровецкого создать музыку для гимна.
Согласно итогам конституционного референдума 5 августа 2017, 85,67% граждан проголосовали за смену флага и гимна. Официальная презентация последнего, написанного египетским композитором Раге Даудом, состоялась в день независимости страны 28 ноября.

## Арабский текст гимна и перевод (1960-2017)
| كن للاله ناصرا وأنكر المناكرا وكن مع الحق الذي يرضاك منك دائرا ولا تعد نافعا سواه أو ضائرا واسلك سبيل المصطفى ومت عليه سائرا وكن لقوم احدثوا في أمره مهاجرا قد موهوا بشبه واعتذروا معاذرا وزعموا مزاعما وسودوا دفاترا واحتنكوا أهل الفلا واحتنكوا الحواضرا وأورثت أكابر بدعتها أصاغرا وإن دعا مجادل في أمرهم إلى مرا فلا تمار فيهم إلا مراء ظاهرا |

```
Будь Богу помощником и отвергни отрицание
И будь с правдой, которая удовлетворяет тебя вокруг
Это не полезно и не вредно
И пойти по пути Мустафы, и умереть, идя по нему
И быть для людей, которые сделали что-то в своем деле в качестве 
эмигранта

Они были замаскированы сходством и извинились
Они сделали обвинения и очернили тетради
И они обняли жителей 
вилл
, и они обняли города
И старшие завещали свое новшество младшим
И если спорщик позвал по своему делу Марру
Не проходите мимо них, за исключением очевидного противоречия
```

## Внешние ссылки
- Страница, посвящённая гимну
- Первая репетиция нового гимна Мавритании